# Freeport (Maine)
Freeport és una població dels Estats Units a l'estat de Maine (EUA). Segons el cens del 2000 tenia 7.800 habitants.

## Demografia
Segons el cens del 2000, Freeport tenia 7.800 habitants, 3.065 habitatges, i 2.151 famílies. La densitat de població era de 86,8 habitants/km².
Dels 3.065 habitatges en un 34,7% hi vivien nens de menys de 18 anys, en un 57,5% hi vivien parelles casades, en un 9,5% dones solteres, i en un 29,8% no eren unitats familiars. En el 22,4% dels habitatges hi vivien persones soles el 7,4% de les quals corresponia a persones de 65 anys o més que vivien soles. El nombre mitjà de persones vivint en cada habitatge era de 2,49 i el nombre mitjà de persones que vivien en cada família era de 2,93.
Per edats la població es repartia de la següent manera: un 25,2% tenia menys de 18 anys, un 5% entre 18 i 24, un 29,4% entre 25 i 44, un 27,6% de 45 a 60 i un 12,7% 65 anys o més.
L'edat mediana era de 40 anys. Per cada 100 dones de 18 o més anys hi havia 89,9 homes.
La renda mediana per habitatge era de 52.023 $ i la renda mediana per família de 58.134 $. Els homes tenien una renda mediana de 41.703 $ mentre que les dones 27.490 $. La renda per capita de la població era de 27.724 $. Entorn del 4% de les famílies i el 5,9% de la població estaven per davall del llindar de pobresa.

## Poblacions més properes
El següent diagrama mostra les poblacions més properes.